# Turrella letourneuxiana
Turrella letourneuxiana é uma espécie de gastrópode do gênero Turrella, pertencente a família Clathurellidae.